# Фридрих (герцог Саксен-Веймар)
Фридрих, герцог Саксен-Веймар (1 марта 1596, Альтенбург — 29 августа 1622, Флёрюс) — князь Эрнестинской линии Веттинов, участник Тридцатилетней войны.

## Биография
Фридрих родился в семье Иоганна III Саксен-Веймарского и Доротеи Сусанны Пфальцской, сестры Людвига I, князя Ангальт-Кётена. У Фридриха так же было ещё 6 братьев:
- Иоганн Эрнст, герцог Саксен-Веймарский
- Вильгельм Саксен-Веймарский
- Альбрехт Саксен-Эйзенахский
- Иоганн Фридрих Саксен-Веймарский
- Эрнст I, герцог Саксен-Готский
- Бернгард Саксен-Веймарский

Со своим старшим братом Иоганном Эрнстом учился у гофмейстера Фридриха фон Коспота. Он так же обучался в Йене.
Фридрих стал одним из основателей «Плодоносного общества» в 1617 году. Получил прозвище «der Hoffende» (рус. «обнадёживающий») и девиз «так и будет».
В тридцатилетней войне он воевал на стороне протестантов вместе с братьями Иоганном Эрнстом, Иоганном Фридрихом и Вильгельмом. Он служил полковником под командованием военачальника Петера Эрнст II фон Мансфельда.
Будучи в полку под командованием Христиана Брауншвейгского он попытался прорваться через блокаду испанских войск во время сражения при Флёрюсе в 1622 году, но был смертельно ранен и скончался на следующий день.